# Sosirea trenului din Normandia, gara Saint-Lazare
Sosirea trenului din Normandia, gara Saint-Lazare, cunoscută și sub numele de Gara Saint Lazare din Paris este o pictură în ulei pe pânză, realizată în 1877 de pictorul francez Claude Monet. Aceasta este expusă la Art Institute of Chicago.
Pictura impresionistă prezintă un tren cu aburi din Normandia care ajunge la gara Saint-Lazare din Paris, mulțimi de oameni care așteaptă în mijlocul aburului și a fumului sub bolta de fier și sticlă boltită a peronului gării. A fost pictată en plein air, la gară. Măsoară 59,6 cm × 80,2 cm și este semnată și datată în colțul din stânga jos, „Claude Monet 77”.
Pictura este una dintre cele 12 lucrări ale lui Monet care descriu o scenă de gară și a fost, de asemenea, una dintre cele opt pe care le-a expus la cea de-a treia expoziție impresionistă de la Paris în aprilie 1877. A fost vândută lui Ernest Hoschedé în martie 1877, dar a ajuns în posesia lui Georges de Bellio în anul următor. La moartea sa, în 1894, a fost moștenită de fiica lui de Bellio, Victorine, și de soțul ei, Ernest Donop de Monchy. Vândută galeriei Bernheim-Jeune în jurul anului 1899, a trecut prin mâinile dealerului de artă Paul Rosenberg și apoi a galeriei Durand-Ruel din Paris în 1911, care a dus tabloul la New York. A fost vândut mai târziu în 1911 industriașului și colecționarului de artă Martin A. Ryerson pentru 7.000 de dolari americani. La moartea sa în 1932, a fost lăsată moștenire către Art Institute of Chicago.